# Associazione Calcio Carpi 1929-1930
Questa pagina raccoglie le informazioni riguardanti l'Associazione Calcio Carpi nelle competizioni ufficiali della stagione 1929-1930.

## Stagione
Nella stagione 1929-30 il Carpi ha disputato il girone C del campionato di Prima Divisione. Con i 21 punti raggranellati durante il campionato si è piazzato in undicesima posizione in classifica affiancato al Faenza ed al Thiene.

## Rosa
| N. |                   | Ruolo | Calciatore                |
| -- | ----------------- | ----- | ------------------------- |
|    | Italia (bandiera) | D     | Azio Battini              |
|    | Italia (bandiera) | D     | Alberto Benassi           |
|    | Italia (bandiera) | C     | Roberto Bertolacelli      |
|    | Italia (bandiera) | C     | Zelindo Caliumi           |
|    | Italia (bandiera) | A     | Angiolino Camurri         |
|    | Italia (bandiera) | A     | Ito Facchini              |
|    | Italia (bandiera) | D     | Tullio Falavigna          |
|    | Italia (bandiera) | C     | Eraldo Ferrari            |
|    | Italia (bandiera) | A     | Giovan Battista Focherini |
|    | Italia (bandiera) | C     | Ciro Gasparini            |
|    | Italia (bandiera) | D     | Arnaldo Guandalini        |

| N. |                   | Ruolo | Calciatore        |
| -- | ----------------- | ----- | ----------------- |
|    | Italia (bandiera) | C     | Walter Guandalini |
|    | Italia (bandiera) | D     | Erio Lugli        |
|    | Italia (bandiera) | A     | Augusto Maselli   |
|    | Italia (bandiera) | A     | Sergio Micheli    |
|    | Italia (bandiera) | C     | Almo Morselli     |
|    | Italia (bandiera) | D     | Domenico Orlandi  |
|    | Italia (bandiera) | P     | Alderico Pinotti  |
|    | Italia (bandiera) | D     | Maino Sabbadini   |
|    | Italia (bandiera) | A     | Luigi Saetti      |
|    | Italia (bandiera) | P     | Amilcare Sala     |
|    | Italia (bandiera) | C     | Enzo Silingardi   |